# Tatort: Heimspiel
Heimspiel ist ein Fernsehfilm aus der Kriminalreihe Tatort der ARD und des ORF. Der Film wurde vom Norddeutschen Rundfunk unter der Regie von Thomas Jauch produziert und am 29. Februar 2004 erstmals im Deutschen Fernsehen ausgestrahlt. Es handelt sich um die 559. Tatort-Folge und den vierten Fall von Kriminalhauptkommissarin Charlotte Lindholm, Sonderermittlerin beim Landeskriminalamt Niedersachsen.
Diese Folge ist eine der wenigen Tatort-Episoden ohne Leiche.

## Handlung
Die Gerlitz AG, ein Lüneburger Pharmaunternehmen für Impfstoffe, ist aufgrund von Genforschungsprojekten immer wieder Zielobjekt von Umweltaktivisten. Eines Tages wird der Chef des Unternehmens, Klaus Gerlitz, auf der Straße in seinem Auto von einem anderen Fahrzeug attackiert. Nachdem sich sein Wagen überschlagen hat, kann er sich relativ unverletzt in Sicherheit bringen. Seltsamerweise leistet der maskierte Täter Hilfe und zieht den Chauffeur aus dem Auto, kurz bevor es explodiert. Ehe weitere Beobachter eintreffen, verschwindet er.
Nach diesem Vorfall wird Kriminalhauptkommissarin Charlotte Lindholm angefordert, um den Fall zu übernehmen. Das Pharmaunternehmen vertraut den örtlichen Behörden nicht und möchte daher Unterstützung vom LKA, für Lindholm somit ein „Heimspiel“, da sie in Lüneburg aufgewachsen ist. Lindholm trifft in der Gerlitz AG auf Rolf Jacobi, den sie von früher kennt und der für Klaus Gerlitz als persönlicher Berater und Sicherheitschef arbeitet. Nach einer Befragung von Klaus Gerlitz kommt Lindholm zu der Vermutung, dass der Anschlag möglicherweise nicht dem Seniorchef galt, sondern dessen Sohn. Das würde erklären, warum der Attentäter seine Aktion abgebrochen hatte. Kurz darauf trifft eine Lösegeldforderung über zwei Millionen Euro ein. In Verdacht gerät ein Aktionsbündnis, dessen Mitglieder auf einem Bauernhof leben, der jedoch gerade abgebrannt ist. Über einen ehemaligen Schulfreund gelingt es Lindholm, Kontakt zu einigen Mitgliedern zu bekommen. Die geben an, keinerlei Gewalt bei ihren Aktionen anzuwenden; allerdings gäbe es zwei unter ihnen, die mit der Gerlitz AG eine private Rechnung offen hätten. Da sich jedoch einer davon derzeit in Haft befindet, scheidet er zwar als Täter aus; aber seine Freundin Sonja Bertram könnte an der Erpressung beteiligt sein.
Inzwischen wird Klaus Gerlitz trotz Personenschutz von Unbekannten entführt. Mit Jacobi und mit Belinda Utzmann von der Lüneburger Kriminalpolizei überwacht sie die Geldübergabe, die durch Gerlitz' Sohn erfolgen soll. Der Entführer gibt telefonische Anweisungen und Lindholm versucht, mit ihren Leuten den Entführer zu stellen, was misslingt. Rolf Jacobi, der sich unerlaubt an der Aktion beteiligt hat, gibt an, während der Verfolgung durch einen Schuss verletzt worden zu sein und das Lösegeld an den Täter verloren zu haben. Nachdem klar wurde, dass das Geld durch eine Farbpartone unbrauchbar geworden ist, fordert der Entführer die Summe erneut.
Nach der gescheiterten Aktion soll Lindholm den Fall an den Staatsschutz abgeben. Gerlitz' Sohn Steffen hatte ausdrücklich um die Beteiligung des Staatsschutzbeamten Bein gebeten. Lindholm äußert ihrem Chef, Richard Poll, gegenüber, dass sie Anhaltspunkte dafür hat, dass Steffen Gerlitz hinter der Entführung stecken könnte und die Aktionsgruppe nur als Ablenkung benutzt wird. Sie kann Poll jedoch nicht überzeugen und darf offiziell nicht weiter ermitteln. Doch sie ist sich sicher, dass Stefan Gerlitz ganz bewusst die Lösegeldübergabe hat scheitern lassen, weil er seinen Vater gar nicht retten will. Zum einen wurde er selbst als Jugendlicher entführt und sein Vater verweigerte damals eine Lösegeldzahlung, um Erpressern keinen Raum zu geben, zum anderen ist er gemeinsam mit Bein an der Vertuschung eines Unfalls beteiligt, der vor Jahren zwei Mitarbeiter das Leben kostete im Zuge von Forschungen hinter dem Rücken von Gerlitz Senior. Sie konfrontiert den Sohn mit diesen Fakten und er gibt alles zu.
Lindholm findet inzwischen heraus, dass ihr früherer Kollege Rolf Jacobi hinter der Entführung steckt. Er möchte auf diese Weise Wiedergutmachung leisten an den Hinterbliebenen der beiden ums Leben gekommenen Mitarbeiter. Um ihn zu stellen, folgt sie den Spuren der zweiten Lösegeldübergabe, die auf einem Vergnügungspark endet. Dort trifft sie auf Bein, der droht, Jacobi zu erschießen. Durch eine List bringt sie Bein zu einem Geständnis und kann sowohl ihn als auch Jacobi festnehmen und Klaus Gerlitz befreien.

## Rezeption

### Einschaltquote
Der Film wurde bei seiner Erstausstrahlung am 29. Februar 2004 von 8,74 Millionen Zuschauern gesehen, was einem Marktanteil von 23,3 Prozent entsprach.

### Kritik
Die Kritiker von TV Spielfilm zeigen zwar mit dem Daumen nach oben, doch sie meinen: „Überkonstruiert, aber die Damen glänzen.“